# Mitterteich

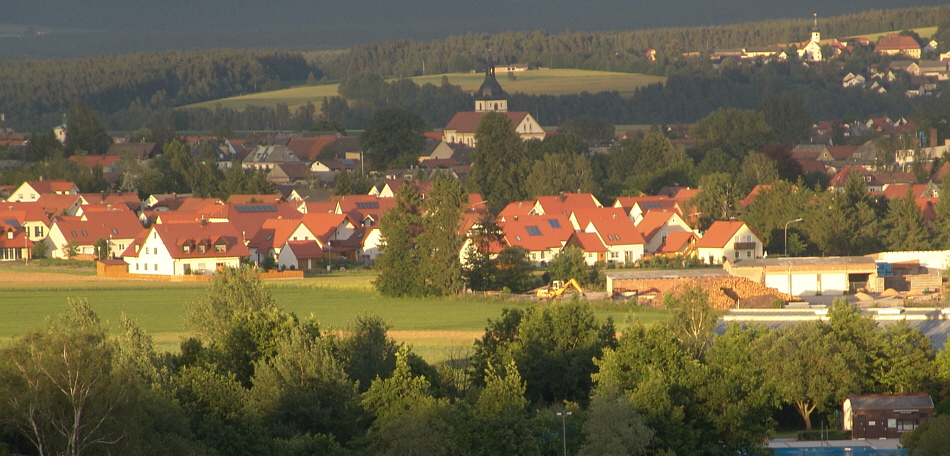
Mitterteich

Mitterteich este un oraș din districtul Tirschenreuth, regiunea administrativă Palatinatul Superior, landul Bavaria, Germania.